# Royal Australian Air Force

Vlag van de RAAF

De Royal Australian Air Force (RAAF; in het Nederlands: Koninklijke Australische Luchtmacht) is de luchtmachttak van de Australian Defence Force, de militaire organisatie van Australië. De RAAF begon in maart 1914 als Australian Flying Corps en werd een volledig onafhankelijke luchtmacht in maart 1921. De RAAF heeft deelgenomen aan veel van de grote conflicten van de 20e eeuw, waaronder beide wereldoorlogen, de Koreaanse Oorlog en de Vietnamoorlog. Meer recentelijk deed de RAAF mee aan invasie van Irak in 2003. Het motto op het wapen van de RAAF is de Latijnse spreuk Per Ardua ad Astra, wat betekent Door tegenslag naar de sterren, en is hetzelfde als die van de Royal Air Force.

## Geschiedenis
De eerste militaire vlucht werd gemaakt met een luchtballon op 7 of 8 januari 1901. De Royal Engineer ballon maakte een korte vlucht tijdens de Sydney Agricultural Showground. Rond 1910 kreeg het vliegtuig meer belangstelling van de militairen en in 1911 viel het besluit om een school op te richten voor toekomstige piloten. Op 22 oktober 1912 viel het definitieve besluit om een Flying Corps in Australië op te richten en werden de eerste vijf toestellen besteld. Bij Point Cook in Victoria werd een terrein gekocht waar de school gevestigd werd en op 17 augustus 1914 begon de eerste lichting van vier kandidaten met de opleiding.

### Eerste Wereldoorlog

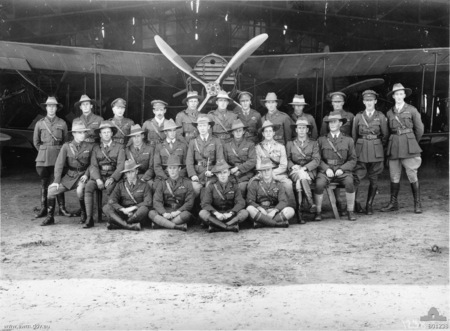
Groepsfoto van het 1e smaldeel van het Australische vliegenierskorps voor een Bristol F2B; november 1918.

Kort na het uitbreken van de Eerste Wereldoorlog in 1914 stuurde de Australian Flying Corps vliegtuigen naar het huidige Nieuw-Guinea om daar te helpen met het veroveren van de Duitse koloniën. Deze koloniën gaven zich echter al snel over, nog voordat de vliegtuigen uitgepakt waren. De eerste operationele vluchten begonnen pas op 27 mei 1915, toen de Mesopotamian Half Flight werd opgeroepen voor het helpen van de British Indian Army bij het verdedigen van de Britse oliebelangen in het huidige Irak. Het Corps kwam later nog in actie in Egypte, Palestina en langs het Westerse Front gedurende de hele oorlog. Aan het eind van de oorlog hadden vier squadrons actieve dienst gezien.
De azen van het AFC tijdens de Eerste Wereldoorlog waren onder andere:
- Robert Little (47 overwinningen)
- A.H."Harry" Cobby (29)
- Elwyn King (26)
- Alexander Pentland (23)
- Edgar McCloughry (21)
- Richard Minifie (21)
- Edgar Johnston (20)

- Andrew Cowper (19)
- Cedric Howell (19)
- Fred Holliday (17)
- Allan Hepburn (16)
- Francis Ryan Smith (16)
- John Rutherford Gordon (15)
- Roy Cecil Philipps (15)

### Tweede Wereldoorlog

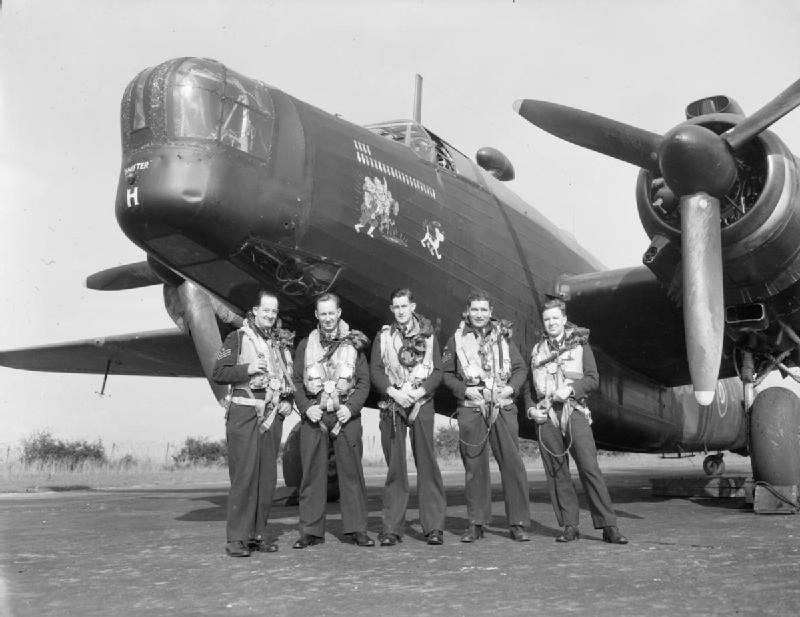
De Australische bemanning van een Vickers Wellington-bommenwerper op de Britse luchtmachtbasis Leconfield; 1943.

In 1939, net na de start van de Tweede Wereldoorlog, ging Australië meedoen met de Empire Air Training Scheme, waaronder bemanningen basistraining kregen in Australië, voordat ze naar Canada gingen voor specialistische training. In totaal dienden 19 RAAF bommenwerper, jager, verkenning en andere squadrons in Groot-Brittannië, bij de Desert Air Force, in Noord-Afrika en in het Middellandse Zeegebied.
Doordat de Britse fabrieken werden gebombardeerd door de Luftwaffe, creëerde de Australische regering het Department of Aircraft production (DAP) om de luchtmachten van de Commonwealth te voorzien van vliegtuigen. Ook de RAAF werd uitgerust met lokaal gebouwde versies van Britse ontwerpen, zoals de DAP Beaufort torpedobommenwerper.
In het Europese oorlogsgebied was het RAAF personeel vooral vermeldenswaardig in RAF Bomber Command. Ze  vertegenwoordigden 2 procent van al het RAAF personeel tijdens de oorlog, maar tekenden wel voor 23 procent van alle verliezen. Deze statistieken worden verder verduidelijkt door het feit dat No. 460 Squadron RAAF, dat vooral met Avro Lancasters vloog, bestond uit ongeveer 200 man luchtpersoneel, maar van diezelfde eenheid vonden 1.018 man de dood. Het squadron was dus gewoon vijf keer weggevaagd.

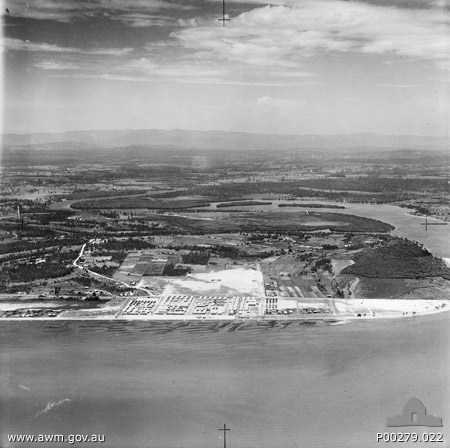
RAAF Sandgate in Queensland; december 1944.

Bij het begin van de oorlog in de Pacific - en de snelle opmars van de Japanse troepen - bedreigde het Australische vasteland voor de eerste keer. De RAAF was niet goed voorbereid op de noodsituatie en hadden in eerste instantie een verwaarloosbare troepenmacht om in te zetten in de Pacific. Het vernietigende bombardement van Darwin op 14 februari 1942 maakte het punt duidelijk. Een aantal RAAF squadrons werden van het noordelijk halfrond teruggehaald al bleef een substantieel aantal er tot het einde van de oorlog. Tekorten aan jagers en grondaanvalsvliegtuigen leidden tot de aanschaf van in de Verenigde Staten gebouwde Curtiss P-40 Kittyhawks en het snelle ontwerp en productie van de eerste Australische jager, de CAC Boomerang. RAAF Kittyhawks speelden een belangrijke rol in de campagnes in Nieuw-Guinea en de Salomonseilanden, vooral in operaties als de Slag om Milne Bay.
Bij de Slag om de Bismarck Zee bleken de geïmporteerde Bristol Beaufighters effectieve grondaanvalstoestellen te zijn alsmede tegen schepen. Later werden er ook Beufighters gebouwd in Australië door de DAP. Hoewel het toestel veel groter was dan de Japanse jagers, kon de Beaufighter ze pakken op snelheid.
De eenheid met zware bommenwerpers omvatte 287 B-24 Liberators, die Japanse doelen konden bombarderen, zo ver weg als Borneo en de Filipijnen vanaf vliegvelden in Australië en Nieuw-Guinea.
Tegen het einde van 1945 had de RAAF 500 P-51 Mustangs besteld of gekregen. De Commonwealth Aircraft Corporation assembleerde eerst alleen Mustangs uit Amerika, maar bouwde later de meeste van de gebruikte toestellen. De belangrijkste operationele formatie van de RAAF was de First Tactical Air Force, bestaande uit meer dan 18.000 man personeel en 20 squadrons. Het heeft meegedaan in campagnes in de Filipijnen en Borneo en zou meedoen aan de invasie van Japan, Operatie Downfall. Dit gold ook voor de RAAF bommenwerpersquadrons. Maar de oorlog kwam tot een plotseling einde door de inzet van de atoomwapens door de VS. Als gevolg van de Empire Air Training Scheme hebben ongeveer 20.000 Australiërs gediend in andere Commonwealth luchtmachten in Europa tijdens WO II. In totaal hebben 216.900 mannen en vrouwen in de RAAF gediend, waarvan er 11.061 sneuvelden.

### Na de Oorlog

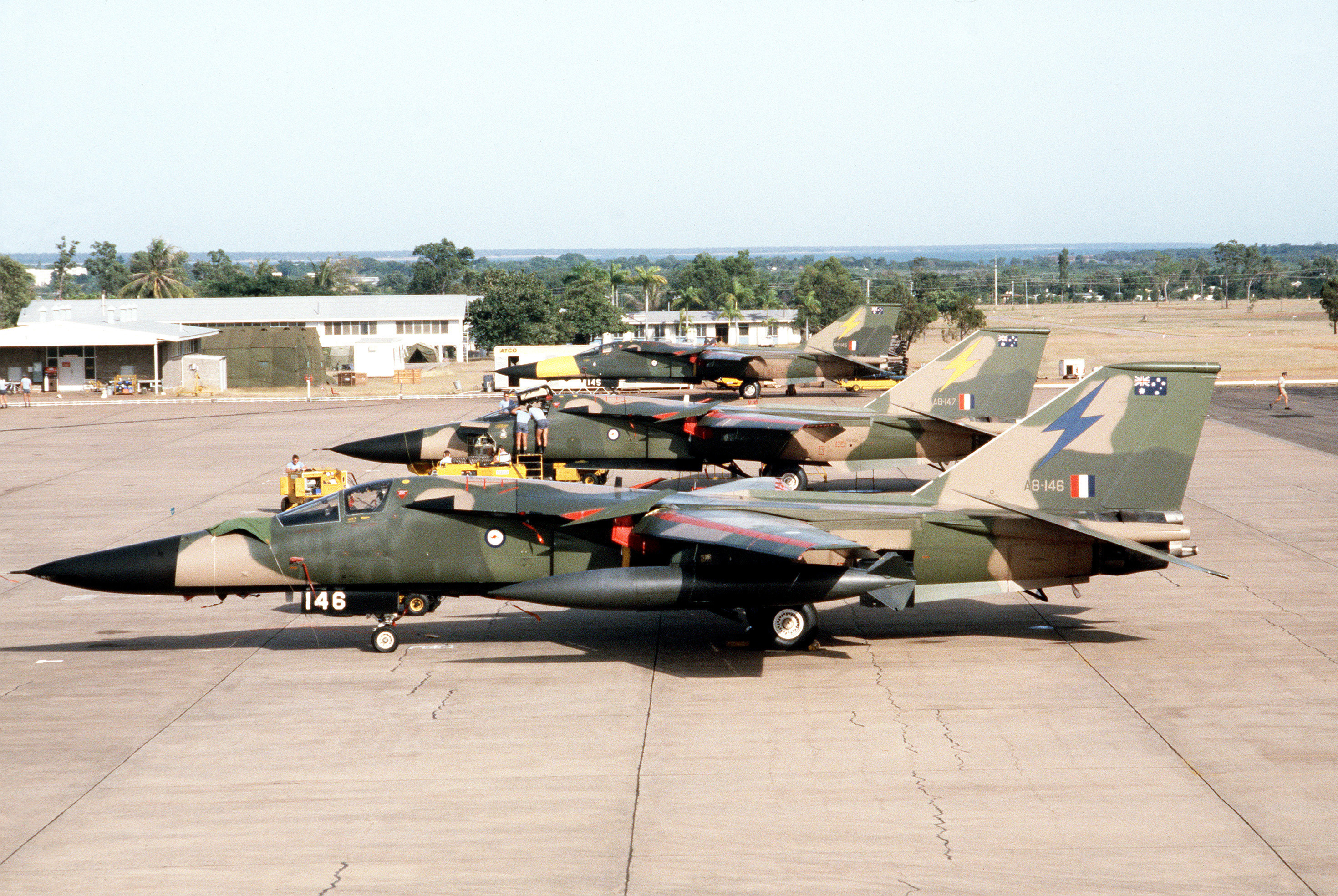
De F-111 Aardvark, of Pig zoals het toestel in Australië wordt genoemd, deed van 1973 tot 2010 dienst als langeafstandsbommenwerper bij de RAAF. De Australische luchtmacht was buiten de Amerikaanse luchtmacht de enige gebruiker van deze straaljager. Het land kocht 24 F-111C's die op basis Amberley werden gestationeerd. In 1993 werden nog 15 Amerikaanse F-111G's overgenomen. Foto: april 1984.

In de jaren 1940 werd onder beheer van de Australische luchtmacht de Woomera Prohibited Area ingesteld in Zuid-Australië. Hier worden onder meer raketten en munitie uitgetest door het leger. In de jaren 1950 en -1960 werden hier ook kernproeven gehouden door het Britse Leger.
Tijdens de Berlijnse luchtbrug vlogen Australische piloten met Britse toestellen op Berlijn. Op 25 augustus 1948 vertrokken de eerste piloten per Quantas Airways vliegtuig naar Engeland. Ze kregen eerst extra training in het vliegen op instrumenten vanwege de slechte weersomstandigheden boven West-Europa en instructies over het vliegen met kleine tussentijden en afstanden op deze zeer drukke route van en naar Berlijn. Op 15 september 1948 maakte de eerste Australische piloot een vlucht van Lübeck naar de Gatow. Tot de laatste vlucht op 16 augustus 1949 maakten RAAF piloten 2.062 vluchten en vervoerden zij bijna 8.000 ton vracht en 6.964 passagiers.
Tijdens de Koreaanse Oorlog waren de Mustangs van No. 77 Squadron, gestationeerd in Japan met de British Commonwealth Occupation Force, een van de eerste vliegtuigen van de Verenigde Naties die zich in de strijd mengden. Toen de VN-toestellen geconfronteerd werden met MiG-15 straaljagers, kreeg 77 Sqn Gloster Meteors, die enkele succesjes boekten tegen de Sovjet piloten die vlogen voor Noord-Korea. Toch waren de MiGs superieur en werden de Meteors vooral ingezet voor grondsteun missies. De luchtmacht gebruikte ook transportvliegtuigen tijdens het conflict.
Tijdens de Vietnamoorlog deden vanuit de RAAF de Caribou STOL transporttoestellen (No. 35 Squadron), UH-1 Iroquois helikopters (No. 9 Squadron) en English Electric Canberra bommenwerpers (No. 2 Squadron) mee. De Canberra's voerden vele missies uit waarbij twee toestellen verloren gingen. Een verdween tijdens een missie en het toestel noch de bemanning is ooit teruggevonden. De ander werd neergeschoten door een grond-lucht raket, maar beide bemanningsleden werden gered. De transporttoestellen steunden ook de anti-communistische grondtroepen. De UH-1 helikopters werden voor vele taken gebruikt, waaronder evacuatie en als gunship.

Militaire transporten werden ingezet in verscheidene gevallen in de afgelopen decennia, zoals de vredesmissies in Oost-Timor in 1999. De Australische gevechtsvliegtuigen werden niet meer ingezet tot de Irakoorlog van 2003 toen F/A-18s van No. 75 Squadron escort en grondaanvalstaken uitvoerden.

## Luchtmachtbases

### Noordelijk Territorium
RAAF Darwin op de Internationale Luchthaven van DarwinBell 260
RAAF Tindal nabij TindalF/A-18
Alice Springs op de civiele luchthaven nabij Alice SpringsReservebasis

### Queensland
RAAF Scherger nabij WeipaLege basis
RAAF Townsville nabij TownsvilleDHC-4
RAAF Amberley nabij IpswichF-111
C-17, DHC-4

### New South Wales
Luchthaven van TamworthVliegschool: CT-4B, CAP-10
RAAF Williamtown nabij NewcastleBoeing 737
Hawk, F/A-18
PC-9
RAAF Richmond nabij RichmondBoeing 737, C-130
RAAF Wagga nabij Wagga WaggaTechnische school
RAAF Glenbrook nabij GlenbrookHoofdkwartier

### Hoofdstedelijk Territorium
Internationale Luchthaven van Canberra nabij FairbairnBoeing 737, CL-604

### Victoria
RAAF East Sale nabij East SaleBeachcraft 350, PC-9
RAAF Williams (Point Cook en Laverton) nabij MelbourneReservebasis, luchtmachtmuseum

### Zuid-Australië
RAAF Edinburgh nabij AdelaideAP-3C, PC-9
P-3C
F/A-18
RAAF Woomera nabij Woomera in de Woomera Prohibited AreaWapentesten

### West-Australië
RAAF Pearce nabij BullsbrookHawk, PC-9
RAAF Learmonth nabij ExmouthLege basis
RAAF Curtin nabij DerbyLege basis
RAAF Gingin nabij GinginVliegveld dat enkel voor opleiding wordt gebruikt.

## Inventaris
De huidige vliegtuigen die in dienst zijn bij de RAAF
| Vliegtuig                    | Variant             | Oorsprong           | Aantal              | Opmerking           |
| Gevechtsvliegtuigen          | Gevechtsvliegtuigen | Gevechtsvliegtuigen | Gevechtsvliegtuigen | Gevechtsvliegtuigen |
| ---------------------------- | ------------------- | ------------------- | ------------------- | ------------------- |
| F/A-18E/F Super Hornet       | F/A-18F             | Verenigde Staten    | 24                  |                     |
| F-35 Lightning II            | F-35A               | Verenigde Staten    | 48                  | 52 besteld          |
| AWACS                        |                     |                     |                     |                     |
| Boeing 737 AEW&C             | E-7A                | Verenigde Staten    | 6                   |                     |
| Elektronische oorlogsvoering |                     |                     |                     |                     |
| EA-18G Growler               |                     | Verenigde Staten    | 11                  | 1 besteld           |
| Gulfstream G550              | MC-55A              | Verenigde Staten    |                     | 4 besteld           |
| Maritieme verkenning         |                     |                     |                     |                     |
| Lockheed P-3 Orion           | AP-3C               | Verenigde Staten    | 2                   |                     |
| Boeing P-8 Poseidon          | P-8A                | Verenigde Staten    | 12                  | 3 besteld           |
| Tankvliegtuigen              |                     |                     |                     |                     |
| Airbus A330 MRTT             | KC-30A              | Europese Unie       | 6                   |                     |
| Transport                    |                     |                     |                     |                     |
| Boeing C-17 Globemaster III  | C-17A               | Verenigde Staten    | 8                   |                     |
| C-27J Spartan                |                     | Italië              | 10                  |                     |
| Lockheed C-130 Hercules      | C-130J              | Verenigde Staten    | 12                  | 24 besteld          |
| Beechcraft King Air          | King Air 350        | Verenigde Staten    | 8                   |                     |
| Opleidingsvliegtuigen        |                     |                     |                     |                     |
| BAe Hawk                     | Hawk 127            | Verenigd Koninkrijk | 33                  |                     |
| Beechcraft King Air          | King Air 350        | Verenigde Staten    | 4                   |                     |
| Pilatus PC-21                |                     | Zwitserland         | 46                  |                     |

## Naslagwerk
1. 1 2 3  The Brotherhood of Airman, p. 1
2. ↑  The Brotherhood of Airman, p. 3
3. 1 2 3  The Brotherhood of Airman, p. 140
4. ↑  (en) World Air Forces Directory. Flight International (2022). Geraadpleegd op 26 mei 2023.

- Davd Wilson, The Brotherhood of Airman, The man and woman of the RAAF in Action, 1914-today, Allen & Unwin, 2005, ISBN 1 74114 333 0.